# Isabelle Pentucci
Isabelle Pentucci (17 dicembre 1967) è un'ex schermitrice svizzera, vincitrice di una medaglia di bronzo ai campionati mondiali di scherma.